# Giovanni Battista Alessio Tommasi
Giovanni Battista Alessio Tommasi (Colle di Compito, 16 luglio 1823 – Massa, 7 agosto 1887) è stato un vescovo cattolico italiano.

## Biografia
Nato a Colle di Compito nell'arcidiocesi di Lucca il 16 luglio 1823, fu ordinato presbitero il 19 settembre 1846.
Essendo vacante la sede vescovile di Massa per la morte di Mons. Giacomo Bernardi, fu scelto come pastore della diocesi apuana da papa Pio IX. Ricevette l'ordinazione episcopale dal cardinale Camillo Di Pietro nella chiesa di Sant'Alfonso all'Esquilino a Roma il 9 maggio 1872.
Morì a Massa il 7 agosto 1887.

## Genealogia episcopale
La genealogia episcopale è:
- Cardinale Scipione Rebiba
- Cardinale Giulio Antonio Santori
- Cardinale Girolamo Bernerio, O.P.
- Arcivescovo Galeazzo Sanvitale
- Cardinale Ludovico Ludovisi
- Cardinale Luigi Caetani
- Cardinale Ulderico Carpegna
- Cardinale Paluzzo Paluzzi Altieri degli Albertoni
- Papa Benedetto XIII
- Papa Benedetto XIV
- Papa Clemente XIII
- Cardinale Enrico Benedetto Stuart
- Papa Leone XII
- Cardinale Chiarissimo Falconieri Mellini
- Cardinale Camillo Di Pietro
- Vescovo Giovanni Battista Alessio Tommasi